# Hey You (Disturbed-Lied)
Hey You ist ein Lied der US-amerikanischen Metal-Band Disturbed. Es wurde am 14. Juli 2022 über Reprise Records veröffentlicht und ist die erste Single des achten Studioalbums Divisive.

## Inhalt
Stupify ist ein Alternative-Metal-/Hard-Rock-Lied, das von den Bandmitgliedern Dan Donegan, David Draiman und Mike Wengren geschrieben wurde. Der Text ist in englischer Sprache verfasst. Hey You ist 4:28 Minuten lang, wurde in der Tonart Cis-Dur geschrieben und weist ein Tempo von 103 BPM auf. Produziert wurde das Lied von Drew Fulk, der das Lied auch mit Jeff Dunne mischte. Ted Jensen übernahm das Mastering. Aufgenommen wurde der Titel in einem Tonstudio in Nashville. Das Lied Hey You wäre laut Sänger David Draiman ein Weckruf an die Menschheit.

„Wir haben uns alle zu unserem eigenen schlimmsten Feind entwickelt. Der zivile Diskurs ist zur Ausnahme geworden, anstatt zur Normalität. Die Leute haben sich in der Abhängigkeit ihrer eigenen Empörung verloren.“

Draiman ergänzte, dass die COVID-19-Pandemie die gesellschaftliche Spaltung noch weiter verstärkt hätte. Für das Lied wurde in Los Angeles ein Musikvideo gedreht, bei dem Josiahx Regie führte.

## Rezeption

### Rezensionen
Lauryn Schaffner vom Onlinemagazin Loudwire beschrieb Hey You als „feurig“ mit „galoppierenden Rhythmen“. David Draimans Einschätzung, nachdem das neue Album zwischen The Sickness und Ten Thousand Fists einzuordnen wäre, bezeichnete sie als „akkurat“. Laut Ricky Aarons vom Onlinemagazin Wall of Sound kehren Disturbed mit Hey You „zu ihrer Form zurück“. Das Lied wäre vollgepackt mit der „Signaturstimmung der frühen Jahre“.

### Chartplatzierung
Hey You erreichte Platz eins der Billboard Mainstream Rock Songs. Für die Band war es die elfte Nummer eins in diesen Charts, die nach Einsätzen im Radio ermittelt wird.
| ChartsChartplatzierungen            | Höchstplatzierung | Wochen |
| ----------------------------------- | ----------------- | ------ |
| Vereinigte Staaten (Billboard Rock) | 28 (9 Wo.)        | 9      |

### Bestenlisten
| Publikation | Liste                                  | Werk    | Platz |
| ----------- | -------------------------------------- | ------- | ----- |
| Loudwire    | The 50 Best Rock + Metal Songs of 2022 | Hey You | 1     |